# Sigga Ózk
Sigríður Ósk Hrafnkelsdóttir, beter bekend onder haar artiestennaam Sigga Ózk, is een IJslands zangeres. Ze nam deel aan Söngvakeppnin 2023 en Söngvakeppnin 2024.

## Biografie
Sigga Ózk groeide op in een muzikaal gezin. Haar vader Hrafnkell Pálmarsson maakte onderdeel uit van de band Í svörtum fötum. De moeder van Sigga Ózk, Elín María Björnsdottir, was te zien in het huwelijksprogramma Já.
In januari 2023 werd Sigga Ózk aangekondigd als een van de artiesten van Söngvakeppnin 2023, de IJslandse preselectie voor het Eurovisiesongfestival 2023. Het nummer waarmee ze aantrad, Gleyma þér og dansa, ging in première tijdens een uitzending van Lífið á Vísi. Sigga Ózk wist zich vanuit de tweede halve finale te plaatsen voor de finale. In deze finale zong ze haar nummer in het Engels, waarmee ze zich niet wist te plaatsen voor de tweede ronde. In juni 2023 bracht Sigga Ózk met Look at Me een nieuwe Engelstalige single uit. Een paar maanden later bracht ze een cover uit van het nummer Can't Get You Out Of My Head van Kylie Minogue.
In januari 2024 werd Sigga Ózk aangekondigd als een van de deelnemers van Söngvakeppnin 2024. Met het nummer Um allan alheiminn wist ze de jury voldoende te overtuigen dat deze haar een wildcard gaf waarmee ze zich plaatste voor de finale. In deze finale behaalde ze met de Engelstalige versie van het nummer, getiteld Into the Atmosphere, opnieuw niet de tweede ronde.

## Discografie

### Singles
| Jaar | Titel                                                |
| ---- | ---------------------------------------------------- |
| 2018 | "Ég Veit Hvað Ég Vil                                 |
| 2023 | “Gleyma þér og dansa / Dancing Lonely”               |
| 2023 | "SJÁÐU MIG"                                          |
| 2023 | "Can't Get You Out Of My Head" (Kylie Minogue cover) |
| 2024 | “Um allan alheiminn/Into The Atmosphere”             |
| 2024 | "Boy Bye"                                            |
| 2024 | "Áfram stelpur (allar sigra)"                        |